# No eres tú, soy yo
No eres tú, soy yo es una comedia romántica colombo-mexicana de 2010 dirigida por el mexicano Alejandro Springall (también director de Santitos y Morirse está en hebreo), protagonizada por Eugenio Derbez, Alejandra Barros y Martina García y basada en el filme argentino No sos vos, soy yo (2004), escrito por Juan Taratuto. Fue producida por Matthias Ehrenberg (también productor de Sexo, pudor y lágrimas y Amar a morir) y filmada en la Ciudad de México. 
La adaptación del guion original estuvo a cargo de Luis Aura y aborda las vivencias de Javier Herrera, un cirujano cardiovascular desafortunado que, tras ser dejado por su esposa María, debe lidiar con la problemática de su vida amorosa al no poder olvidar tan fácilmente a quien fuera su pareja. Al final, conoce a Julia, una madre soltera que trabaja en una tienda de mascotas, de la cual se enamora y cuya relación habría de ayudarlo a sobrellevar su separación. No eres tú, soy yo se estrenó el 27 de agosto de 2010 en México.

## Sinopsis
Javier Herrera (Eugenio Derbez) un hombre enamorado que descubre, poco después de su boda y que cuyo mundo se derrumba cuando su esposa María (Alejandra Barros) le comunica que ama a otra persona, así que tiene que empezar de cero, sin trabajo ni dinero y con el departamento totalmente vacío, por lo mismo acude a terapias esotéricas que usa la estrategia de adoptar a un perro para atraer las miradas femeninas, pero nada: Javier sólo recuerda a su exesposa; En medio de estas circunstancias aparece en su vida Julia (Martina García), una joven libre de espíritu que no le pone condiciones para ser su amiga… si tan sólo Javier pudiera olvidar a María.

## Reparto
- Eugenio Derbez como Javier Herrera: un cirujano cardiovascular que, apenas una semana después de contraer matrimonio, es dejado por su esposa María, quien lo engaña con otro hombre. Tras esto, Javier debe sobrellevar su desafortunada situación sentimental, y para ello debe olvidar a María, algo que no le resulta del todo sencillo puesto que su vínculo con ella se remonta a tres años atrás. En una entrevista a la revista Cinemanía, Derbez comentó acerca de su personaje: «Es complicado [...] tiene este lado femenino que muchas veces no le vemos a los hombres: uno enamorado de su mujer, que cuando ella lo deja se le acaba el mundo; es enseñarle a las mujeres que los hombres también lloran, que nos podemos morir de amor y se nos puede acabar la vida porque tienes el corazón roto».[1] A diferencia de otros proyectos previos de Derbez, en esta ocasión no estuvo involucrado en ningún aspecto técnico de la película. Sobre esto, añadió: «He tenido que mentalizarme mucho para no opinar, de repente meto mi cuchara, pero con cuidado, y con Alejandro [Springall] muchas veces no tenemos la misma opinión, pero tengo que entender que él tiene su visión».[1]
- Alejandra Barros como María.
- Martina García como Julia: una joven madre soltera que trabaja en una tienda de mascotas y que, tras conocer a Javier, se enamora de él. Acerca de su participación en la película, García detalló: «Alejandro es un director apasionado, consentidor, muy claro en lo que te pide. Ha sido precioso trabajar con él. Me ha parecido un ser humano y un director de verdad excepcional».[2]
- Mauricio Herrera como Ramiro
- Gina Morett como Georgina.
- Aarón Hernán como Horacio.
- Blanca Sánchez como Estela.
- Juan Ríos Cantú como Martín.
- Héctor Ortega como Edmundo el psiquiatra.
- Mónica Dionne como la doctora Verónica Villar.
- Vanessa Mateo como Lola.
- Alberto Estrella como el doctor Carlos.
- Sharon Zundel como Laura.
- Ricardo Kleinbaum como veterinario.
- Shaula Vega como Gaby Rincón.
- Mariana Gajá como Amandita.
- Yadira Pascault Orozco como dueña del perrito.[3]

## Producción

### Rodaje
La filmación de No eres tú, soy yo se prolongó por un total de ocho semanas, desde el 11 de abril hasta el 23 de junio de 2009, período en el cual hubo un retraso en la producción debido a la pandemia de gripe A (H1N1) que azotó a México ese año, aun cuando nadie del equipo técnico se enfermó. Para la producción, se contó con el apoyo de la Ley 226 del impuesto sobre la renta, mediante el Fidecine y la productora Río Negro.
Las principales locaciones de película fueron el Circuito Interior, algunas zonas de Pedregal de San Ángel y las colonias Del Valle y Narvarte, en la Ciudad de México. De acuerdo a Salvador Parra, productor de diseño de la película: «No queríamos una película que fuera una comedia romántica y con calles horribles, debía tener un signo de realidad muy leve. Teníamos que escoger algo que fuera de barrio, y decíamos que estamos hartos de la Condesa y la Roma».

## Promoción, estreno y recaudación
El 12 de mayo de 2010, debutó el primer póster promocional, el cual sólo muestra el título de la película sobre un fondo rojo rasgado justo a la mitad y contiene la frase «Próximamente» en el borde inferior del mismo. Poco más de un mes después, el 15 de junio, se lanzó el afiche final en donde ya aparecen los protagonistas Derbez y Barros. La cinta se proyectó, por primera vez, el 17 de agosto de 2010 en el complejo Cinemark Reforma 222, del Distrito Federal, mientras que el 20 de agosto de 2010 inauguró el Festival Internacional de Cine de Monterrey, en su sexta edición anual, siendo exhibida asimismo en la segunda edición del Festival Internacional de Cine de Chihuahua, realizado tan sólo un día después, el 21 de agosto. Días después, el 27 de agosto de 2010, se estrenó en cartelera comercial en México, en más de 300 salas de cine a nivel nacional.
En sus primeros tres días de exhibición, No eres tú, soy yo recaudó un total de 18,4 millones MXN, situándose como la cuarta comedia romántica con mejores ingresos de apertura en México, con 377 mil asistentes en total, por debajo solamente de Enchanted (2007; 30,3 millones MXN), What Happens in Vegas (2008; 21,4 millones MXN) y The Proposal (2009; 18,7 millones MXN). Además, es la película donde participa Derbez con mejores ingresos en su debut, ubicándose por encima de La misma Luna (2007), siendo al mismo tiempo la sexta cinta mexicana con mayores recaudaciones de apertura, por detrás de Otra película de huevos y un pollo (2009), El crimen del padre Amaro (2002), Una película de huevos (2006), Rudo y Cursi (2008) y High School Musical: El Desafío (2008). Debido al éxito de la película en sus primeros días de estreno, se informó que se estrenaría también, a partir de septiembre, en por lo menos más de veinte ciudades adicionales del territorio mexicano. Exactamente un mes después de su estreno en cines, el filme recaudó más de 125 millones 630 pesos mexicanos, de acuerdo a un informe publicado por la Cámara Nacional de la Industria Cinematográfica y el Videograma (CANACINE). Debido a esto último, No eres tú, soy yo se convirtió en la quinta cinta más taquillera en la historia del cine mexicano, al sobrepasar en ganancias a las producciones Arráncame la vida (2008; 97 millones MXN) y Amores perros (2000). De hecho, se la considera la película más vista en México durante septiembre de 2010, mes en que se festejó el Bicentenario de la Independencia de México y que, a causa de ello, también se estrenaron otras producciones nacionales inspiradas en las fiestas patrias. De acuerdo a Derbez: «Me imaginaba que sería una buena película, pero nunca te puedes imaginar el éxito porque el cine es muy complicado. Estoy muy agradecido con la gente, el que lleve dos películas por arriba de los 100 millones [en referencia a La misma luna], y en el top ten me tiene fascinado, no me la creo».